# Martin Johnson (rugbyspelare)
Martin Osborne Johnson, född 9 mars 1970, är en engelsk rugbyspelare. Han var kapten för det engelska rugbylandslaget, som blev världsmästare 2003. Med hans lag Leicester Tigers har han vunnit flera gånger både Zurich Premiership och Heineken Cup.

## Utmärkelser
- Kommendör av 2 klass av Brittiska imperieorden

[Redigera Wikidata]